# Aspidoras pauciradiatus
Espèce
Synonymes
- Corydoras pauciradiatus Weitzman & Nijssen, 1970[1]

Aspidoras pauciradiatus est une espèce de poissons-chats de la famille des callichthyidés et originaire du Brésil (Rio Araguaia).

## Description
La taille maximale connue pour Aspidoras pauciradiatus est de 29 mm. Cette espèce se déplace généralement en bancs.

## Étymologie
Son nom spécifique, du latin pauci, « peu », et radiatus, « rayon(s) », fait référence au fait que cette espèce ne présente que six rayons mous à sa nageoire dorsale alors que les autres espèces du même genre en ont sept.

## Publication originale
- (en) Stanley H. Weitzman et Han Nijssen, « Four new species and one new subspecies of the catfish genus Corydoras from Ecuador, Colombia and Brazil (Pisces, Siluriformes, Callichthyidae) », Beaufortia, vol. 18, no 233,‎ 15 octobre 1970, p. 119-132.

## Galerie

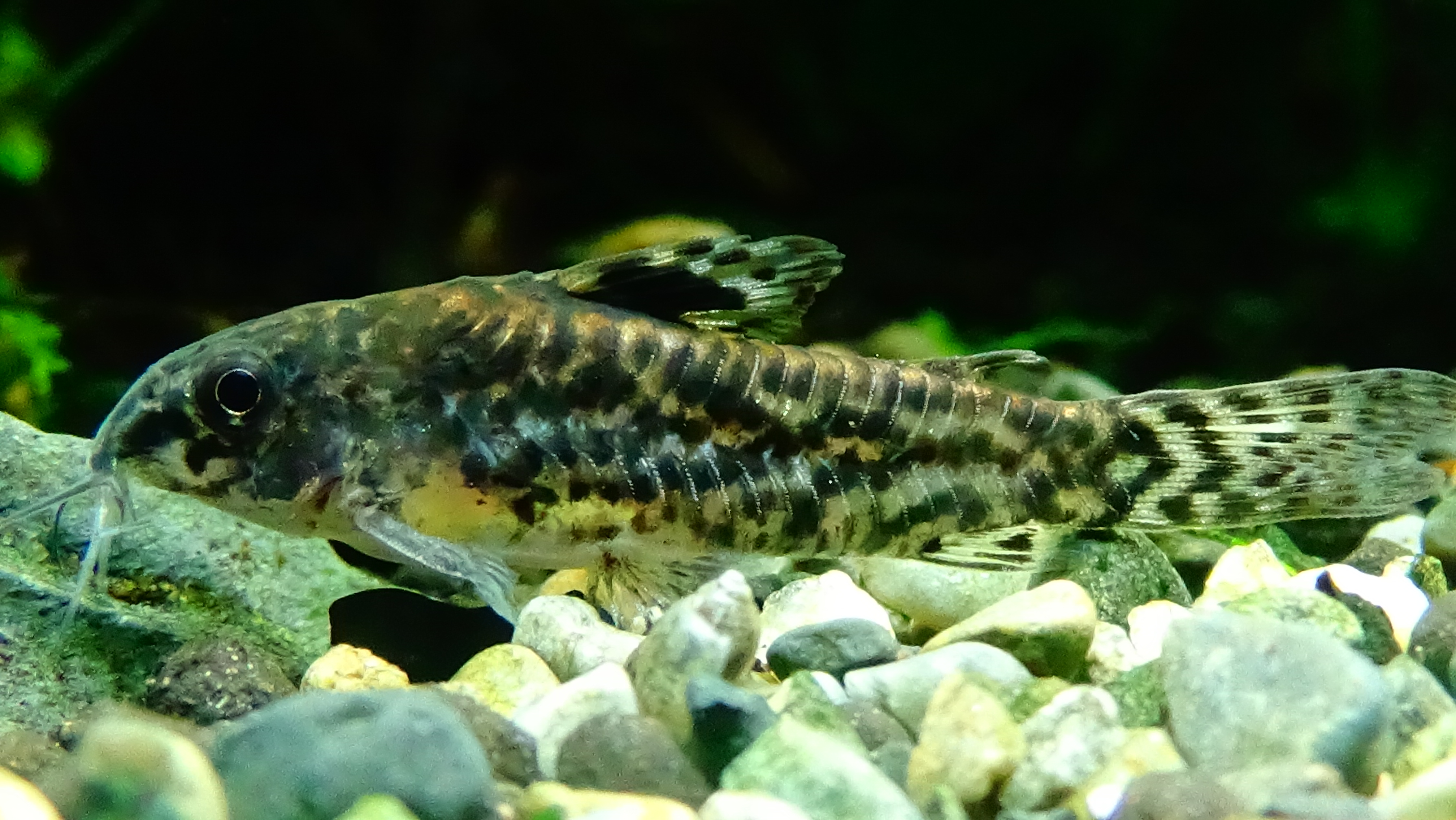
Spécimen à l'aquarium du palais de la Porte-Dorée à Paris.
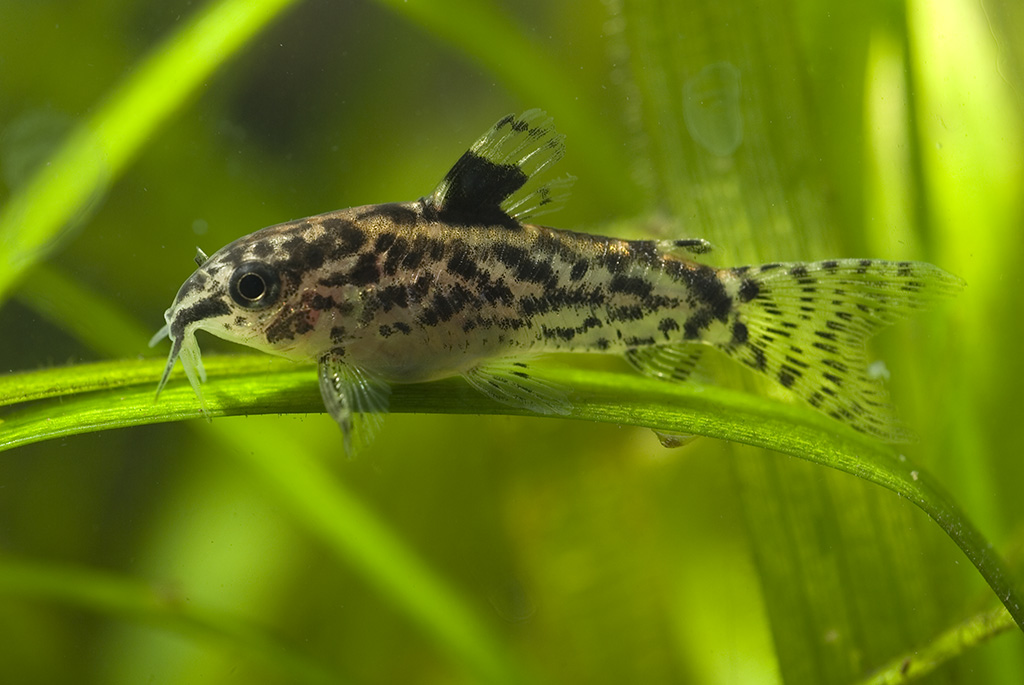
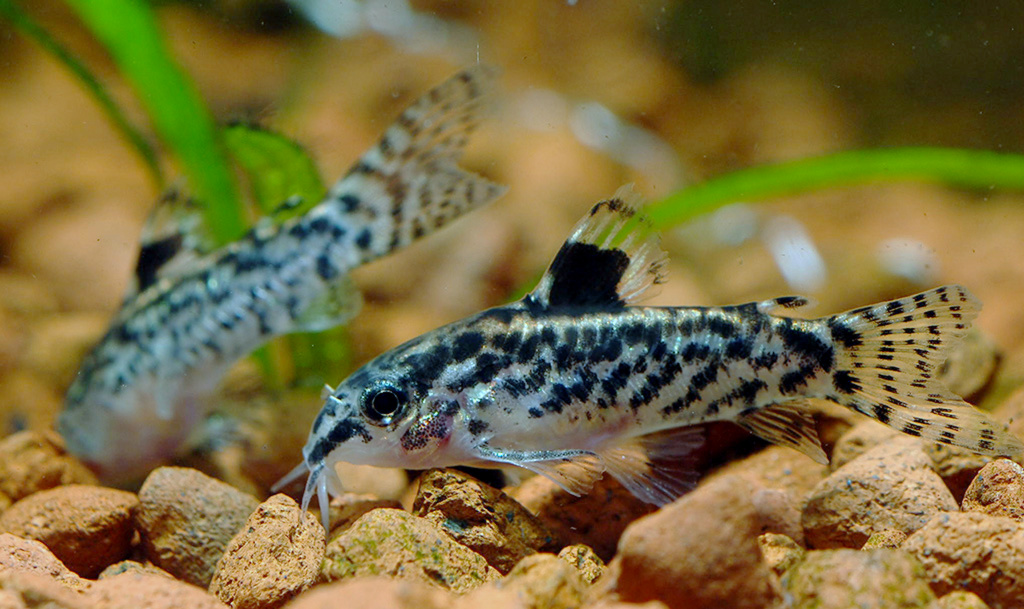
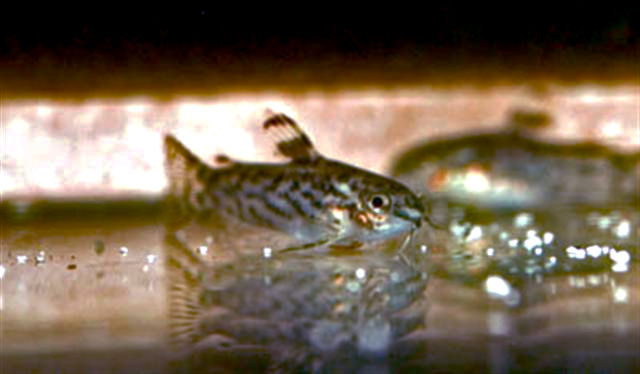